# 68e British Academy Film Awards
De 68e British Academy Film Awards of BAFTA Awards werden uitgereikt op 8 februari 2015 voor de films uit 2014. De uitreiking vond plaats in het Royal Opera House in de Londense wijk Covent Garden met Stephen Fry als gastheer. Op 9 januari werden de nominaties bekendgemaakt door Stephen Fry en Sam Claflin.

## Winnaars en genomineerden

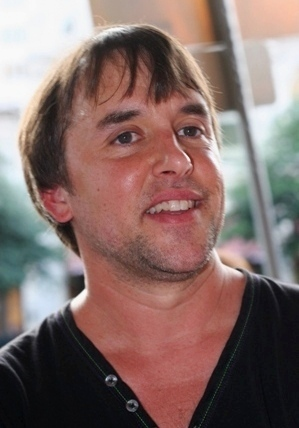
Richard Linklater, winnaar beste regisseur

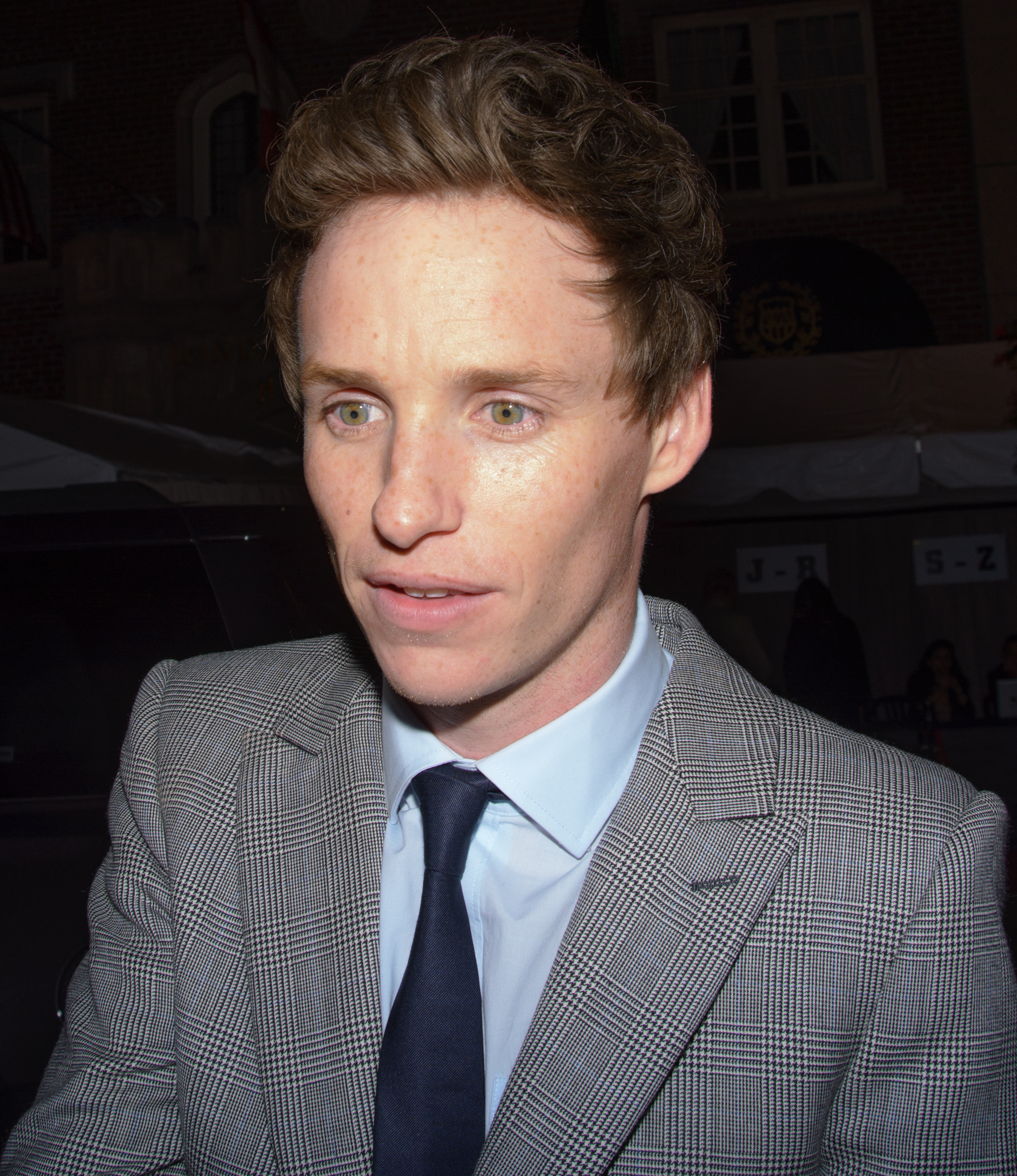
Eddie Redmayne, winnaar beste acteur

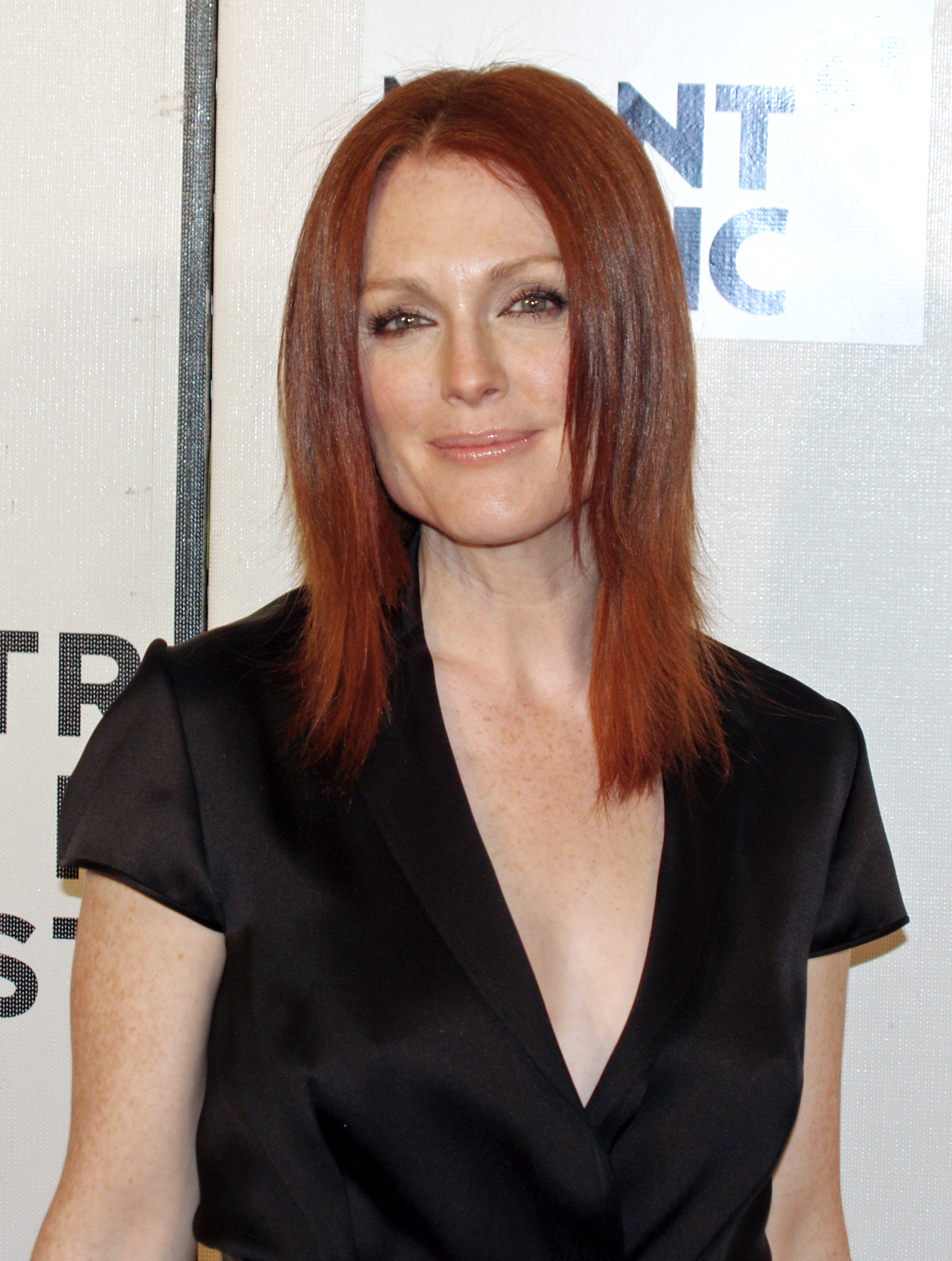
Julianne Moore, winnaar beste actrice

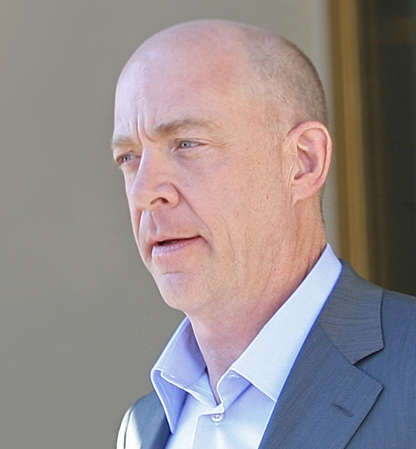
J.K. Simmons, winnaar beste mannelijke bijrol

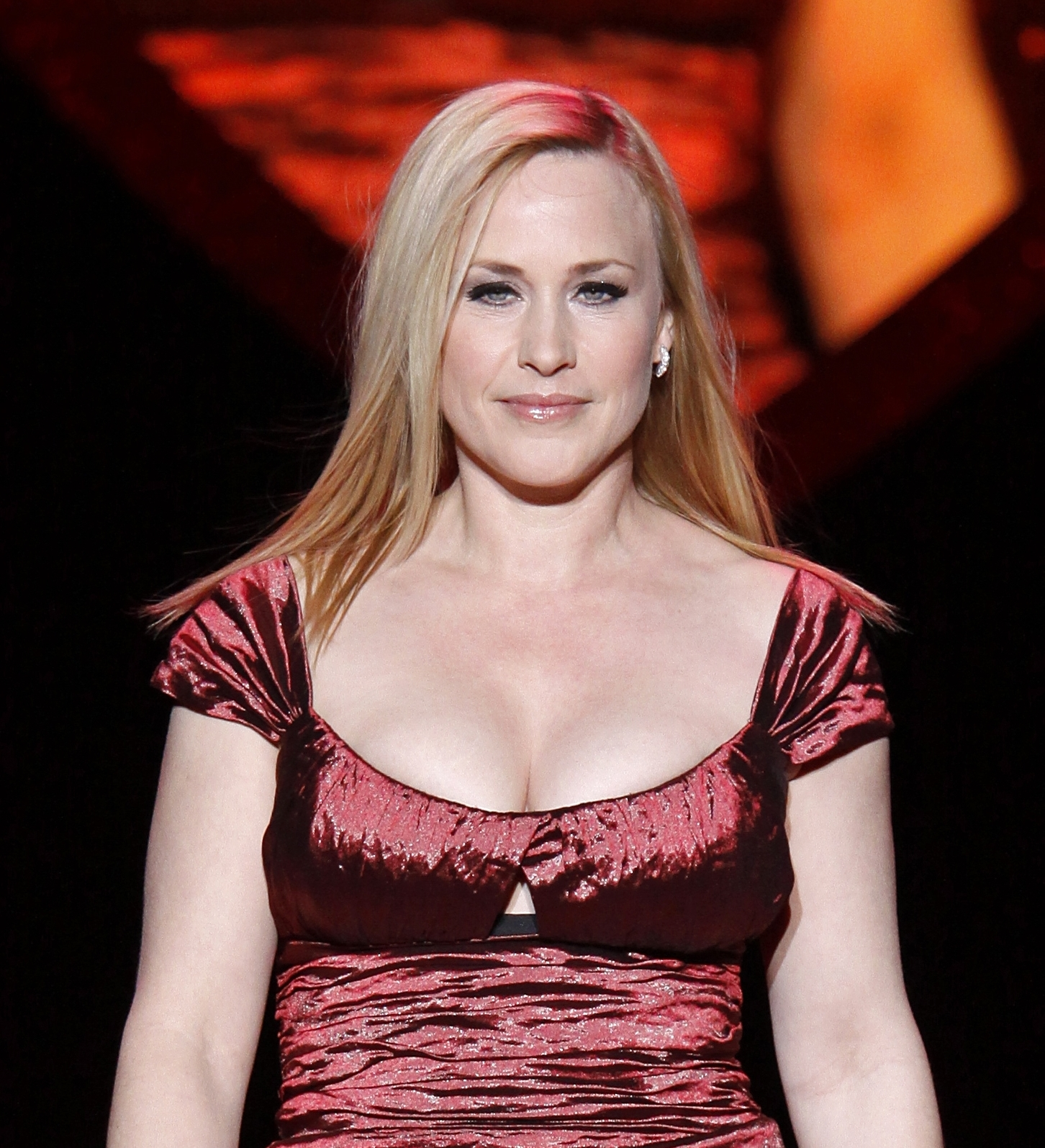
Patricia Arquette, winnaar beste vrouwelijke bijrol

### Beste film
Boyhood
- Birdman
- The Grand Budapest Hotel
- The Imitation Game
- The Theory of Everything

### Beste regisseur
Richard Linklater – Boyhood
- Wes Anderson – The Grand Budapest Hotel
- Alejandro González Iñárritu – Birdman
- James Marsh – The Theory of Everything
- Damien Chazelle – Whiplash

### Beste acteur
Eddie Redmayne – The Theory of Everything, als Stephen Hawking
- Benedict Cumberbatch – The Imitation Game, als Alan Turing
- Jake Gyllenhaal – Nightcrawler, als Louis "Lou" Bloom
- Michael Keaton – Birdman, als Riggan Thomas
- Ralph Fiennes – The Grand Budapest Hotel, als Monsieur Gustave

### Beste actrice
Julianne Moore – Still Alice, als Dr. Alice Howland
- Amy Adams – Big Eyes, als Margaret Keane
- Felicity Jones – The Theory of Everything, als Jane Wilde Hawking
- Reese Witherspoon – Wild, als Cheryl Strayed
- Rosamund Pike – Gone Girl, als Amy Elliott-Dunne

### Beste mannelijke bijrol
J.K. Simmons – Whiplash, als Terence Fletcher
- Edward Norton – Birdman, als Mike Shiner
- Ethan Hawke – Boyhood, als Mason Evans, Sr.
- Mark Ruffalo – Foxcatcher, als Dave Schultz
- Steve Carell – Foxcatcher, als John du Pont

### Beste vrouwelijke bijrol
Patricia Arquette – Boyhood, als Olivia Evans
- Emma Stone – Birdman, als Sam Thomson
- Imelda Staunton – Pride, als Hefina Headon
- Keira Knightley – The Imitation Game, als Joan Clarke
- Rene Russo – Nightcrawler, als Nina

### Beste animatiefilm
The Lego Movie
- Big Hero 6
- The Boxtrolls

### Beste cinematografie
Emmanuel Lubezki – Birdman
- Robert Yeoman – The Grand Budapest Hotel
- Łukasz Żal en Ryszard Lenczewski – Ida
- Hoyte van Hoytema – Interstellar
- Dick Pope – Mr. Turner

### Beste kostuums
Milena Canonero – The Grand Budapest Hotel
- Sammy Sheldon – The Imitation Game
- Colleen Atwood – Into the Woods
- Jacqueline Durran – Mr. Turner
- Steven Noble – The Theory of Everything

### Beste montage
Twee nominaties eindigden gelijk. Dit leidde tot zes nominaties in plaats van de gebruikelijke vijf.

Tom Cross – Whiplash
- Douglas Crise en Stephen Mirrione – Birdman
- Barney Pilling – The Grand Budapest Hotel
- William Goldenberg – The Imitation Game
- John Gilroy – Nightcrawler
- Jinx Godfrey – The Theory of Everything

### Beste Britse film
The Theory of Everything
- '71
- The Imitation Game
- Paddington
- Pride
- Under the Skin

### Beste niet-Engelstalige film
Ida
- Leviathan
- The Lunchbox
- Trash
- Deux jours, une nuit

### Beste documentaire
Citizenfour
- 20 Feet from Stardom
- 20,000 Days on Earth
- Finding Vivian Maier
- Virunga

### Beste grime en haarstijl
Frances Hannon – The Grand Budapest Hotel
- Elizabeth Yianni-Georgiou en David White – Guardians of the Galaxy
- Peter Swords King en J. Roy Helland – Into the Woods
- Christine Blundell en Lesa Warener – Mr. Turner
- Jan Sewell – The Theory of Everything

### Beste filmmuziek
Alexandre Desplat – The Grand Budapest Hotel
- Antonio Sánchez – Birdman
- Hans Zimmer – Interstellar
- Jóhann Jóhannsson – The Theory of Everything
- Mica Levi – Under the Skin

### Beste productieontwerp
Adam Stockhausen, Anna Pinnock – The Grand Budapest Hotel
- Rick Heinrichs, Shane Vieua – Big Eyes
- Maria Djurkovic, Tatiana Macdonald – The Imitation Game
- Nathan Crowley , Gary Fettis – Interstellar
- Suzie Davies, Charlotte Watts – Mr. Turner

### Beste bewerkte scenario
Anthony McCarten – The Theory of Everything
- Jason Hall – American Sniper
- Gillian Flynn – Gone Girl
- Graham Moore – The Imitation Game
- Paul King – Paddington

### Beste originele scenario
Wes Anderson – The Grand Budapest Hotel
- Alejandro González Iñárritu, Nicolás Giacobone, Alexander Dinelaris Jr, Armando Bo – Birdman
- Richard Linklater – Boyhood
- Dan Gilroy – Nightcrawler
- Damien Chazelle – Whiplash

### Beste geluid
Whiplash
- American Sniper
- Birdman
- The Grand Budapest Hotel
- The Imitation Game

### Beste visuele effecten
Interstellar
- Dawn of the Planet of the Apes
- Guardians of the Galaxy
- The Hobbit: The Battle of the Five Armies
- X-Men: Days of Future Past

### Beste korte animatiefilm
The Bigger Picture
- Monkey Love Experiments
- My Dad

### Beste korte film
Boogaloo and Graham
- Emotional Fusebox
- The Kármán Line
- Slap
- Three Brothers

### Beste uitzonderlijk debuut van een Britse regisseur, schrijver of producer
Stephen Beresford (scenario) & David Livingstone (producer) – Pride
- Elaine Constantine (regie/scenario) – Northern Soul
- Gregory Burke (scenario) & Yann Demange (regie) – '71
- Hong Khaou (regie/scenario) – Lilting
- Paul Katis (regie/producer) & Andrew De Lotbinière (producer) – Kajaki: The True Story

### EE Rising Star Award(publieksprijs)
Jack O'Connell
- Gugu Mbatha-Raw
- Margot Robbie
- Miles Teller
- Shailene Woodley

## Meerdere prijzen of nominaties
Films die meerdere prijzen hebben gewonnen:
- 5: The Grand Budapest Hotel
- 3: Boyhood, The Theory of Everything en Whiplash

Films die meerdere nominaties hadden:
- 11: The Grand Budapest Hotel
- 10: Birdman en The Theory of Everything
- 9: The Imitation Game
- 5: Boyhood en Whiplash
- 4: Mr. Turner, Nightcrawler en Interstellar
- 3: Pride
- 2: Big Eyes, Gone Girl, Foxcatcher, American Sniper, '71, Paddington, Under the Skin, Ida, Into the Woods en Guardians of the Galaxy